# Khin Hnin Kyi Thar
Khin Hnin Kyi Thar (en birman : ခင်နှင်းကြည်သာ ), née le 29 décembre 1986 dans la région de Mandalay en Birmanie, est une philanthrope, journaliste et écrivaine birmane.
Elle est surtout connue pour son œuvre philanthropique au Myanmar et en tant que fondatrice du réseau philanthropique individuel,,.
Khin Hnin Kyi Thar figure selon le magazine Irrawaddy parmi « les personnes les plus remarquables de 2015 » ; elle est également citée par le magazine Mizzima comme une des « Femmes pionnières exceptionnelles à l'époque du Myanmar ».

## Biographie

### Jeunesse et formation
Khin Hnin Kyi Thar est née le 29 décembre 1986 à Pyinmana, dans la région de Mandalay, en Birmanie, mais elle a ensuite été élevée à Yezin. Elle est la plus jeune des cinq enfants du docteur Khin Maung Maung et de son épouse la Dr Khin Ma Ma. Elle a trois sœurs aînées.
Son père est un médecin vétérinaire qui a été recteur de l'université des sciences vétérinaires de Yezin et également écrivaine sous le pseudonyme Kyi Min. Sa mère est également médecin vétérinaire, elle a été pro-recteur de l'université des sciences vétérinaires de Yezin.
Khin Hnin Kyi a obtenu un baccalauréat universitaire (Bibliothèque et information) de l'Université d' East Yangon en 2006 et un MLI de l'Université de Yangon en 2008.

### Journalisme et philanthropie

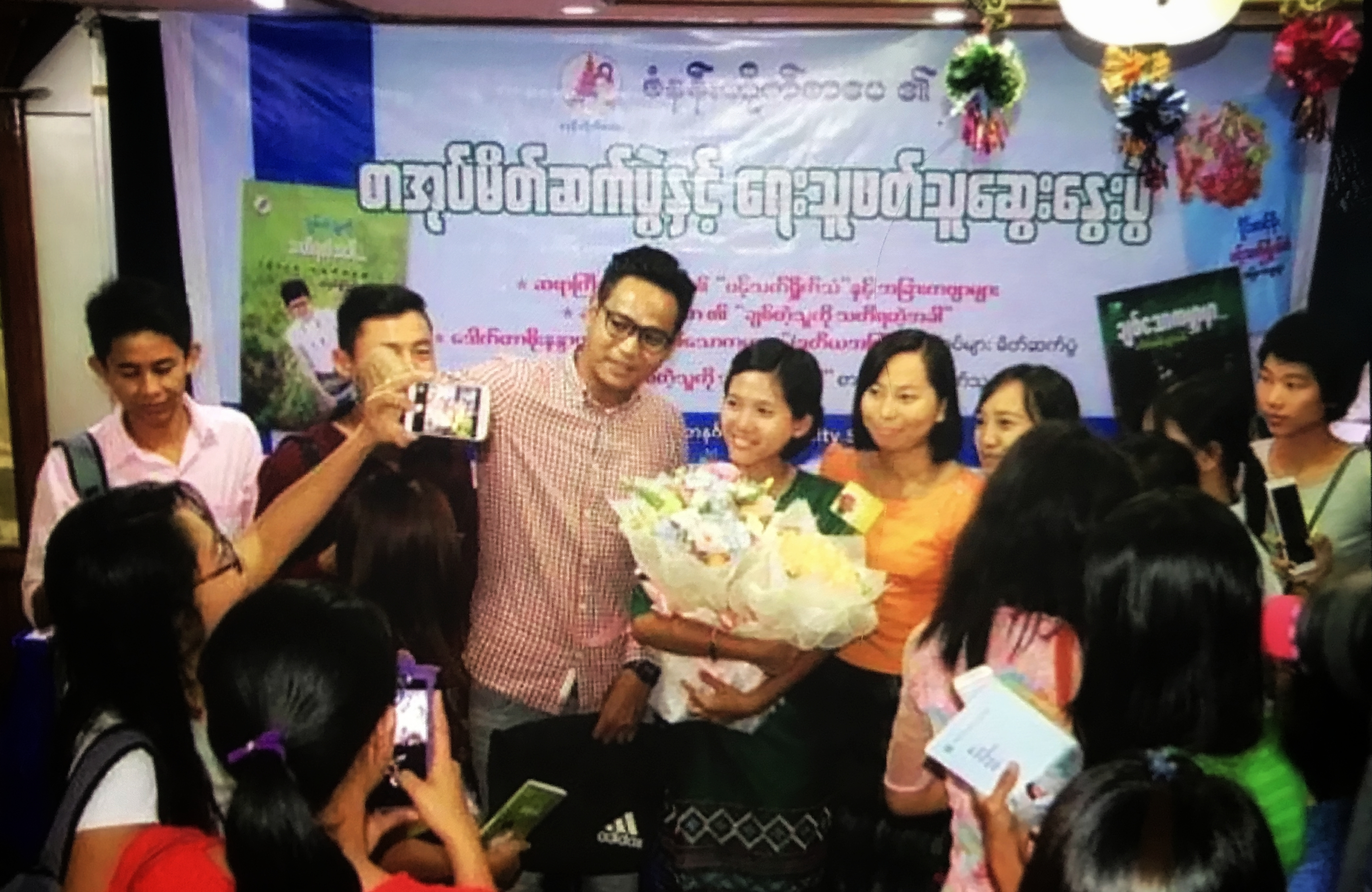
Khin Hnin Kyi Thar lors de sa signature de livres en 2017.

Khin Hnin est passionnée par la philanthropie depuis son enfance en tant que valeur familiale transmise par ses parents. Elle fait un travail philanthropique depuis 2007 et travaille comme journaliste à partir de 2010. Elle a travaillé comme journaliste et reporter au Venus News Weekly Journal de 2011 à 2014, à l'agence de presse Myitmakha de 2014 à 2016 et a également travaillé comme productrice à la Democratic Voice of Burma (DVB TV News) de 2016 à 2018. En tant que journaliste, elle et ses collègues ont fondé le Individual Philanthropists Network qui vante les vertus de la philanthropie dans le pays.
Son travail philanthropique lui a valu le Citizen of Burma Award en 2014, cependant que l'histoire de sa vie a inspiré un roman de Linkar Yi Kyaw. Elle a publié un livre Chit Tae Thu Ko Thadi Ya Tae Akhar (Quand les amoureux manquent) en 2017 et qui figurait dans les livres à succès de l'année 2017.
Le 2 juin 2019, Khin a épousé Phyo Wai Myint, un philanthrope.

## Œuvres
- Chit Tae Thu Ko Thadi Ya Tae Akhar (Quand les amoureux ont disparu), 2017.